# Domstraße Nr. 14 (Güstrow)
Das Haus Domstraße Nr. 14 in Güstrow-Altstadt, Domstraße, Ecke Kerstingstraße 4, stammt im Kern von um 1584 bzw. 1622. In dem Haus war bis 1938 die Anwaltskanzlei von Max Marcus; Güstrower Stolpersteine vor dem Haus erinnern daran.
Das Gebäude steht unter Denkmalschutz.

## Geschichte

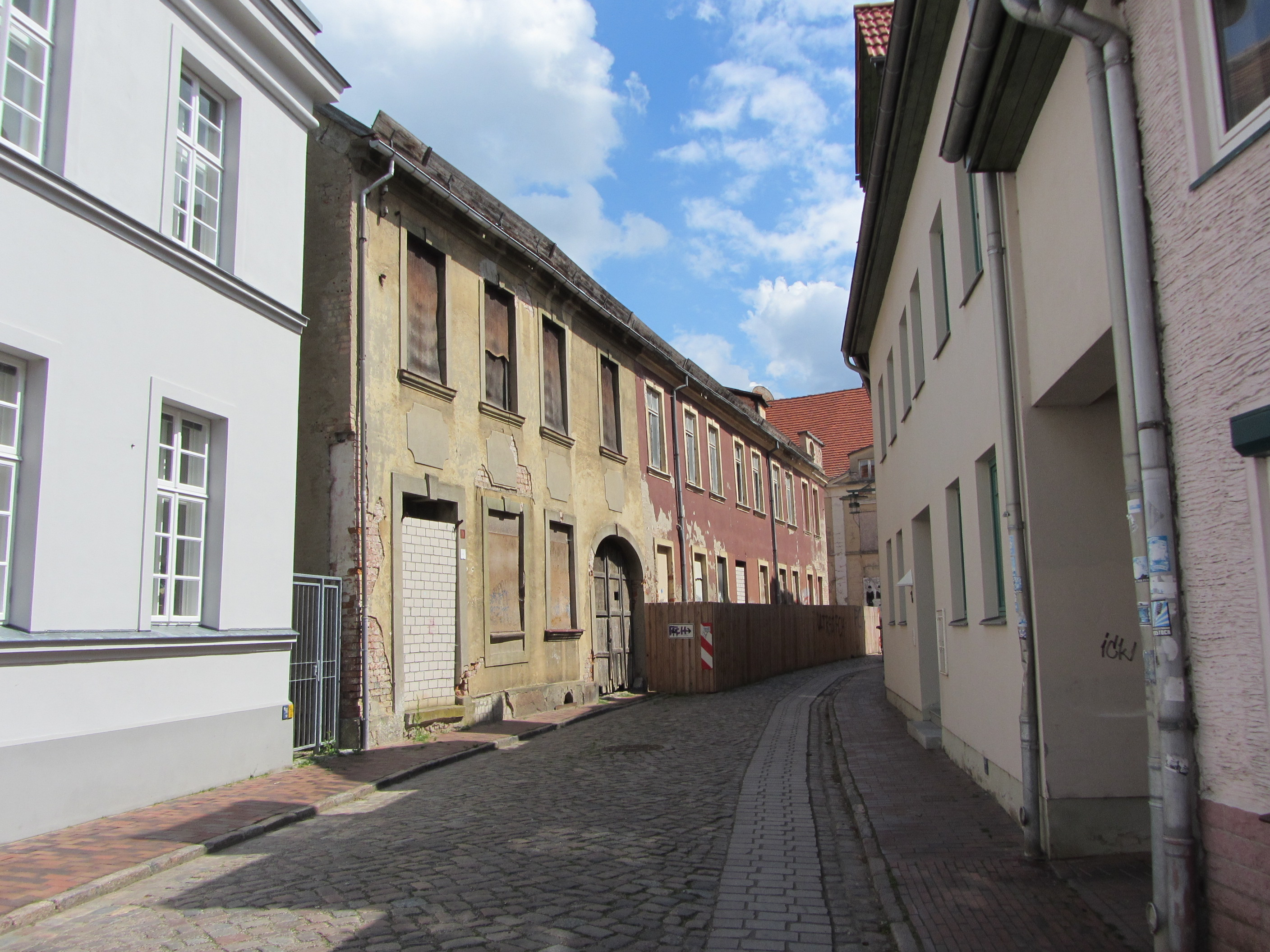
Unsanierte Gebäude am Ende der Kerstingstraße

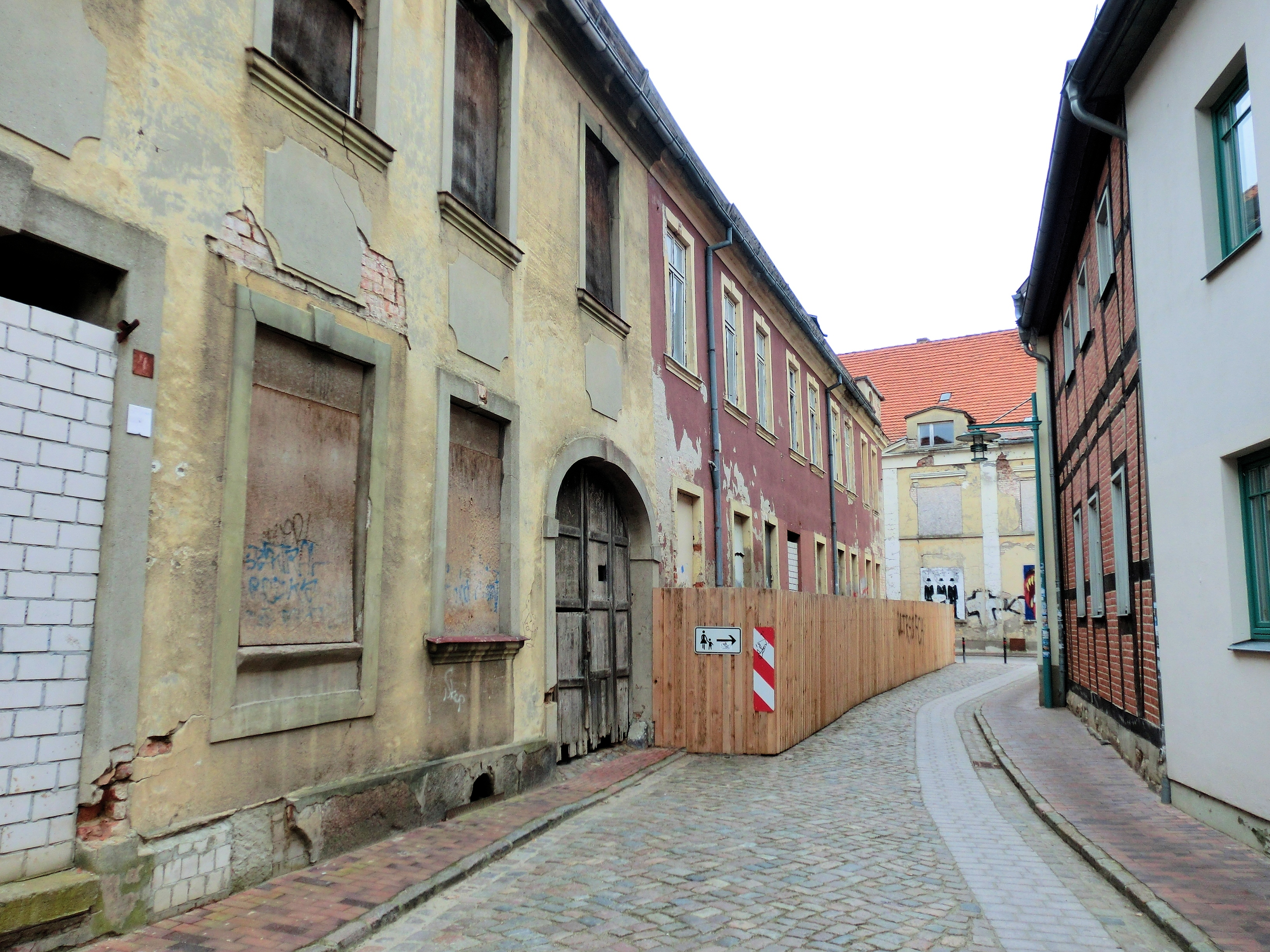
Unsanierte Gebäude am Ende der Kerstingstraße

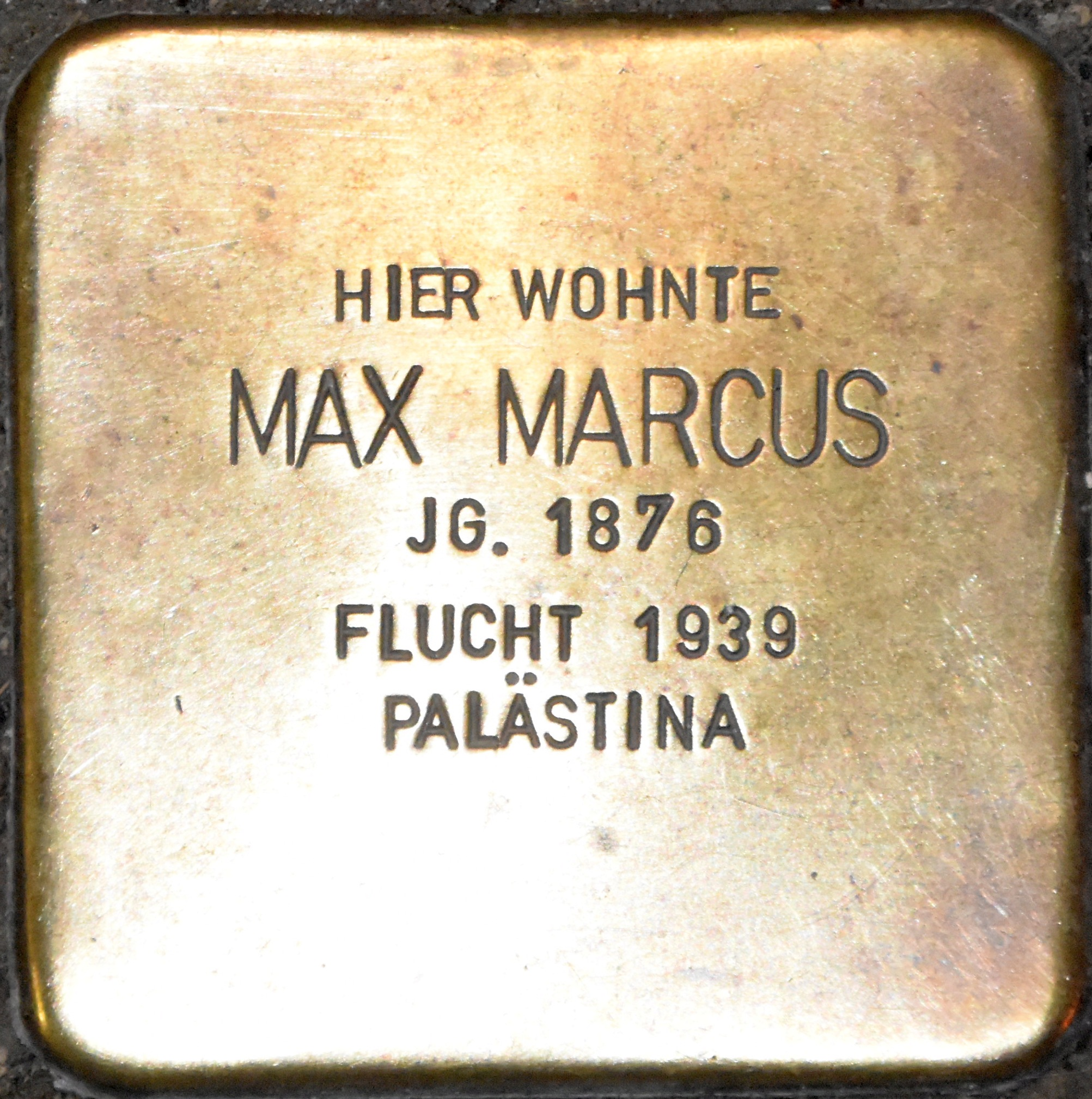
Stolperstein

Die vielfach umgebauten und überformten zwei Baukörper stammen im Kern aus der Zeit von um 1584 bzw. 1622:
- Zur Domstraße steht das zweigeschossige giebelständige verputzte klassizistische Fachwerkhaus mit einer Attika, die durch seine markanten ovalen Ochsenaugen auffällt. 1788 hatte das Haus zur Domstraße im Obergeschoss eine Beletage mit Parkettboden, repräsentativen Türen und einem Saal.
- Zur Kerstingstraße 4 steht das zweigeschossige schlichte traufständige verputzte klassizistische Fachwerkhaus. Ab Mitte des 18. Jahrhunderts wurde das Haus modernisiert und erheblich verändert.

Nach 1991 wurden die Häuser an die Tochter von Marcus rückübereignet, die sie verkaufte. Der Gebäudekomplex stand leer und wurde später von der Stadt nach schwierigen Eigentumsfragen erworben. Sicherungsmaßnahmen verhinderten den Verfall und Abriss.
2015/16 konnten die Gebäude von der Stadt an Matthias Schulz und Karl-Heinz Winter verkauft werden. Es erfolgte 2017/19, auch mit Städtebauförderungsmitteln, eine aufwendige Sanierung für die Nutzung durch Büros und Wohnungen. Dabei konnte die prächtige Ausstattung des Saals wieder entdeckt und erhalten werden. Er zeichnet sich aus durch seine vollständigen naiven Ausmalungen der Decken und Wände als illusionistische Architektur sowie den Kassettenfeldern, unteren Lambrisverkleidungen, Marmorierungen, Supraporte (Türen mit Oberteilen) und Medaillons mit verschiedenen Darstellungen.
2020 wurde für die herausragende Sanierungsarbeit der Bauherrenpreis 2020 von der Barlachstadt Güstrow verliehen.

### Kanzlei und Wohnhaus Marcus
Der jüdische Rechtsanwalt und Notar Max Marcus (1875–1945) wohnte hier mit seiner Frau Margarete (1885–1970) und zeitweise seinen Kindern und Enkeln. Er hatte hier eine Anwaltskanzlei. Marcus war beliebt und aktiv in der Güstrower Gesellschaft und in seiner jüdischen Gemeinde. Ab 1933 wurde die Familie von den Nationalsozialisten schikaniert und gedemütigt. Die Kinder und Enkel flohen 1937 nach Palästina. Als diese ihren Eltern nahelegten in Palästina zu bleiben, antwortete Marcus: „Was sollen wir denn im Orient? Wir sind doch Güstrower“. Die Eltern flohen erst 1939 nach Palästina, als die Gefahr ständig zunahm.